# Aufstand von Chen Sheng und Wu Guang
Der Aufstand von Chen Sheng und Wu Guang (chinesisch 陳勝吳廣起義, 陳勝吳廣之亂, Juli 209 v. Chr. – Dezember 209 v. Chr.) war der erste Aufstand gegen die Qin-Herrschaft nach dem Tod von Kaiser Qin Shihuang. Er wurde von den beiden Offizieren Chen Sheng und Wu Guang angeführt.